# Селімпаша

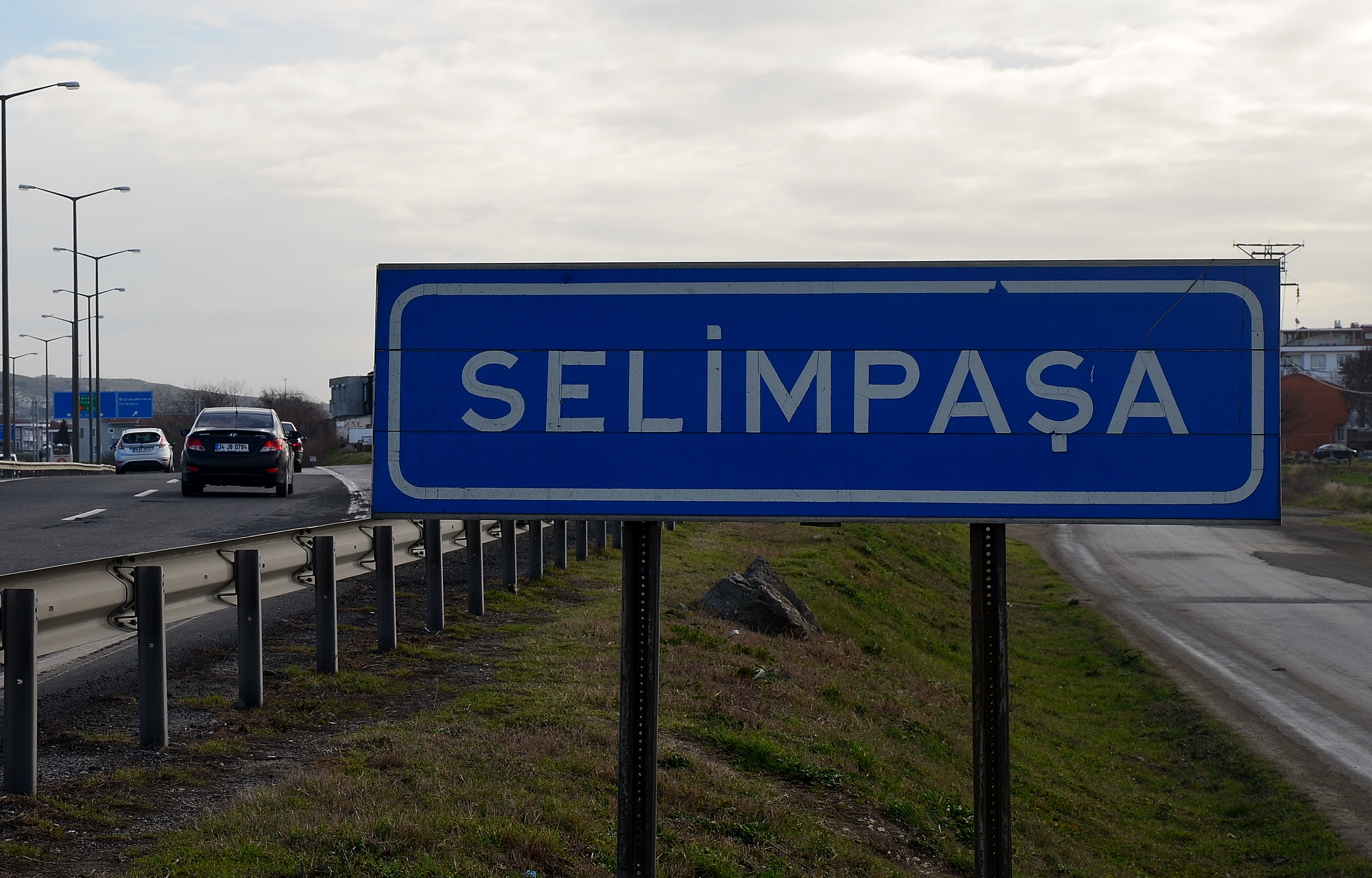

Селімпаша (тур. Selimpaşa; у Візантійські часи Епіват — грец. Επιβάτες) — невелике містечко в Європейській частині Туреччини поблизу Сіліврі в провінції Істанбул.
Містечко розташоване в північному заході Мармурового моря, 50 км (31 миль) західніше Істанбулу та 13 км (8,1 миль)  східніше Сіліврі по шосе D-100. Селімпаша сьогодні дачне місце з довгими піщаними пляжами.
Є рідним містом святої Параскеви
| Прапор Туреччини | Це незавершена стаття про Туреччину. Ви можете допомогти проєкту, виправивши або дописавши її. |